# 콜마스크
콜마스크 주식회사(영어: Kolmask)는 콜마홀딩스 계열의 화장품 제조업체이다.